# پتانسیومتر
در الکترونیک، پُتانسیومِتر (به انگلیسی: Potentiometer) (در محاوره POT) یک مقاومت سه پایانه با یک اتصال یا دکمه متحرک قابل تنظیم برای تقسیم ولتاژ است. اگر تنها دو ترمینال استفاده شود (یک سمت و جاروب کن) به عنوان یک مقاومت متغیر یا رئوستا (Rheostat) عمل می‌کند. پتانسومترها معمولاً برای کنترل دستگاه‌های الکتریکی مانند کنترل صدا در تجهیزات صوتی استفاده می‌شود. از پتانسیومتر می‌توان برای تبدیل تغییر موقعیت به سیگنال الکتریکی، برای مثال در یک اهرمک استفاده کرد.
پتانسیومترها به ندرت به‌طور مستقیم برای کنترل توان زیاد (بیش از یک وات) استفاده می‌شوند، چرا که اتلافِ گرماییِ زیادی دارند. در عوض از آن‌ها برای کنترل بهرهٔ (Gain) تقویت کننده‌ها و در نتیجه برای تنظیم دامنهٔ سیگنال آنالوگ (مانند کنترل صدا در تجهیزات صوتی) بسیار استفاده می‌شود. برای مثالی دیگر، دیمر (تاریک کننده) از پتانسیومتر در مدار کنترل سوئیچینگ ترایاک و به‌طور غیر مستقیم برای کنترل نور لامپ استفاده می‌کند.

## تاریخچه
پتانسیومتر کشویی توسط یوهان کریستین پاگندرف (۱۷۹۶–۱۸۷۷)، در سال ۱۸۴۱ اختراع شد.

## انواع
برخی از انواع پتانسومترها عبارتند از پتانسومتر ریز، پتانسیومتر ولومی، پتانسومترهای دوبل و پتانسومتر ۵ پایه

### پتانسومترهای ریز (کوچک)
این پتانسومترها با استفاده شیئی ریز مثل پیچ گوشتی تنظیم می‌شوند که برای مکان‌هایی که نیاز به تغییر آن نیست (صرفا جهت کالیبر کردن) به کار می‌رود.

### پتانسومترهای ولومی
این پتانسومترها با دست تنظیم می‌شوند (عکس بالا) جهت استفاده در سیستم‌های صوتی و …

### پتانسومترهای دوبل
این پتانسومترها ۶پایه دارند که شامل ۲پتانسومتر چسبیده به هم هستند که با تغییر پیچ متحرک، مقدار هر دو عوض می‌شود و در بعضی مدارهای آمپلی فایری کاربرد کارند.

### پتانسیومترها ۵ پایه‌ای
در این پتانسومترها، پین وسط پین تنظیم است، دو پین کنار وسط، یک پتانسومتر مثلاً ۳ کیلو اهمی است و دو تای کناری یک پتانسومتر مثلاً ۵ کیلواهم است؛ که در سیستم‌های صوتی کاربرد دارد.